# Zeitmaße

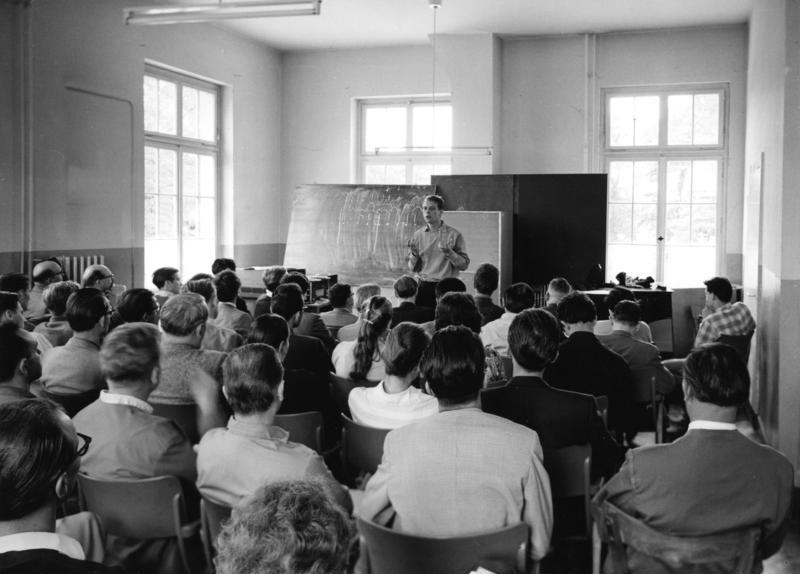
Stockhausen lehrt bei den Darmstädter Ferienkursen, Juli 1957.

Zeitmaße ist ein Quintett für fünf Holzbläser von Karlheinz Stockhausen. Er schrieb es 1955 und 1956 für Flöte, Oboe, Englischhorn, Klarinette und Fagott, als Nummer 5 in seinem Werkverzeichnis. Es ist sein erstes Bläserquintett, gefolgt von Adieu, für Wolfgang Meyer (1966) und Rotary Wind Quintet (1997). Es weicht von der Standardbesetzung für Holzbläserquintette ab, indem das Englischhorn an die Stelle des üblichen Horns tritt. Der Titel verweist auf die unterschiedlichen Weisen, das musikalische Tempo in der Komposition einzusetzen.
Das Werk, das 1956 von Pierre Boulez in Paris uraufgeführt wurde, machte Stockhausen international bekannt. Er wurde 1957 zu den Darmstädter Ferienkursen eingeladen, um es aufzuführen, und wurde dort zu einem führenden Dozenten.

## Geschichte

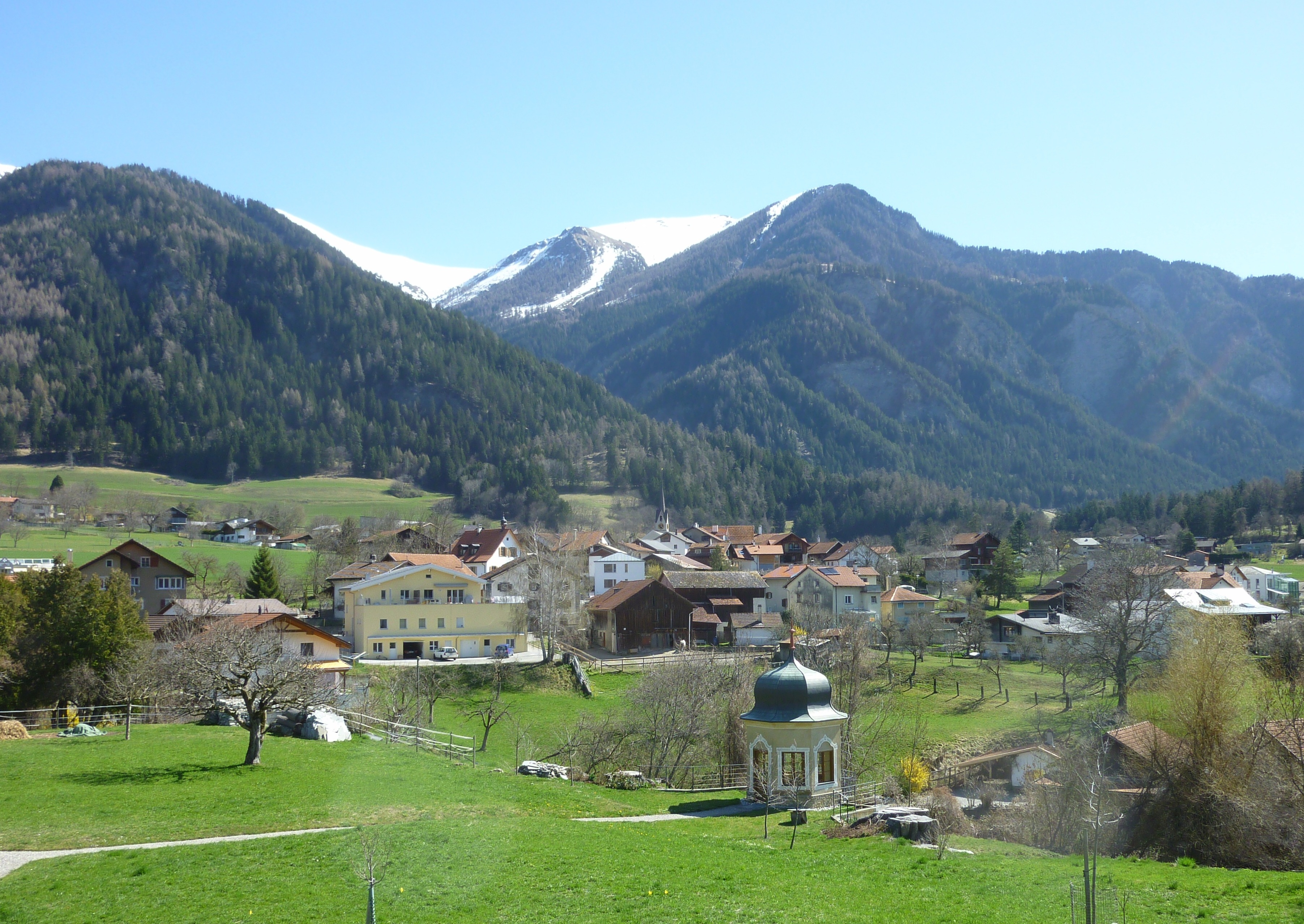
Paspels, das Dorf, in dem Stockhausen die Komposition begann

Zeitmaße wurde mehr oder weniger gleichzeitig mit drei anderen Werken in unterschiedlichen Besetzungen geschrieben. Zusammen bilden sie die Basis für Stockhausens zunehmende Berühmtheit in den 1950er Jahren. Die anderen Werke waren Gesang der Jünglinge für elektronische und konkrete Klänge, Gruppen für drei Orchester und Klavierstück XI.:61
Um die Auftragskomposition für Orchester, aus der Gruppen hervorging, zu beginnen, unterbrach Stockhausen seine Arbeit am Gesang der Jünglinge im August 1955 und zog sich in das schweizerische Dorf Paspels zurück. Dort mietete er einen großen Raum im Dachgeschoss des Pfarrhauses, auf Empfehlung seines Kollegen im WDR-Studio, Paul Gredinger. Kaum hatte er Paspels erreicht, erhielt er den Auftrag, ein kurzes Stück zu schreiben, um das 10-jährige Jubiläum von Heinrich Strobel beim Südwestrundfunk zu feiern.:320 Er schrieb ein humorvolles Capriccio-artiges Werk für Altstimme, Flöte, Klarinette und Fagott auf ein Epigramm von Strobel in einer französischen Übersetzung von Antoine Goléa.:85:146 Später ersetzte er die Singstimme durch Englischhorn, und daraus entstanden die ersten vier Minuten von Zeitmaße.:577–578
In Köln nahm Stockhausen die Arbeit am Gesang der Jünglinge wieder auf und arbeitete weiter an Zeitmaße. Eine erste Fassung für Flöte, Oboe, Englischhorn, Klarinette und Fagott wurde 1955 vom Bläserquintett des WDR-Symphonieorchesters aufgenommen, geleitet vom Oboisten Wilhelm Meyer. Das Werk wurde im Januar 1956 erstmals gesendet. Stockhausen verdoppelte anschließend seine Länge durch die Einfügung von fünf Kadenzen, die zu entscheidenden Momenten der Komposition wurden.:146 Die Premiere dieser Fassung durch das WDR-Quintett war für die Darmstädter Ferienkurse im Juli 1956 geplant. Sie fand nicht statt, doch Stockhausen brachte die Partitur mit und zeigte sie seinen Freunden. Pierre Boulez lehnte sie zunächst ab mit der Bemerkung, Stockhausen solle lieber im Elektronik-Studio bleiben. Er änderte seine Meinung jedoch bald und wollte das Stück in Paris in seiner Konzertreihe Domaine musical aufführen. Stockhausen stimmte zu, und die Uraufführung fand dort am 15. Dezember 1956 „vor einem stillen und äußerst aufmerksamen Publikum“ statt.:46:86 Fünf Monate später nahm Boulez Zeitmaße in ein Programm auf, mit dem er in London auftrat. Es wurde von der BBC am 6. Mai 1957 gesendet. Anschließend leitete er die erste Aufnahme, unter Mitwirkung des Komponisten, in acht Tagen im Juni 1957.:180:169
In der Zwischenzeit hatte auch das WDR-Quintett eine Aufnahme eingespielt. Die Musiker spielten die deutsche Erstaufführung im Februar 1957 in Bonn und begaben sich dann auf eine Tour nach Baden-Baden, Linz, Wien und Venedig, wobei sie das Stück in jedem Programm zweimal aufführten. In einem Brief an Wolfgang Steinecke, den Leiter der Darmstädter Ferienkurse, schrieb Stockhausen über den unerwartet großen Erfolg bei jeder Aufführung, insbesondere die spontane Reaktion der Italiener.:161 Steinecke hatte Stockhausen bereits eingeladen, in Darmstadt 1957 Seminare zu geben. Eins von ihnen, Time Composition, beleuchtete Zeitmaße und Klavierstück XI. Universal Edition versprach eine gedruckte Partitur rechtzeitig für die Aufführung von Zeitmaße am 22. Juli. Ein zweites Seminar behandelte das Jahresthema, Musik und Sprache, anhand von Boulez’ Le Marteau sans maître, Nonos Il canto sospeso und Gesang der Jünglinge.:136–137, 158–159, 167–168

## Material und Form
Das Konzept, auf dem Zeitmaße beruht, wurde vom Komponisten in einem Essay „... wie die Zeit vergeht“ ausgeführt, den er im September und Oktober 1956 schrieb, während er an der Komposition sowie an Gruppen arbeitete. Er entwickelte ein Organisationsprinzip von zwölf duration series, Folgen von Tondauern, analog zu den zwölf Tönen einer Zwölftonreihe. Sie wurden die Grundlage für die gesamte serielle Komposition von Gruppen, aber auch für den Schluss von Zeitmaße.:40:352  Der Titel Zeitmaße kann Tempi bedeuten, doch in diesem Stück bekommt er eine erweiterte Bedeutung. Es enthält fünf allgemeine Kategorien von Zeitmaß, sowohl einzeln als auch kombiniert::47
1. Metronomisch gemessene Tempi, in zwölf Stufen, gemessen wie eine chromatische Skala
2. „So schnell wie möglich“, abhängig von der Fähigkeit der Spieler und der Art des musikalischen Abschnitts
3. „So langsam wie möglich“, um einen Abschnitt auf einem Atem zu blasen
4. „Schnell“, langsamer werden auf ungefähr ein Viertel des Anfangstempos
5. „Langsam“, schneller werden bis zu so schnell wie möglich

Ein wesentlicher Aspekt des Stückes ist die Abwesenheit von einem Denken in unterschiedlichen Stimmen. An ihre Stelle treten Noten-Komplexe (oder Akkorde), die in verschiedener Weise behandelt werden. Die Töne können gleichzeitig beginnen und nach und nach aufhören oder können umgekehrt nacheinander beginnen und sich zu einem dichten Klang steigern. Während eines ausgehaltenen Akkords können Instrumente einsetzen oder aufhören. Individuelle Linien treten zurück gegenüber wechselnden Dichten, und es gibt ständige Übergänge zwischen dem Linearen und dem Gleichzeitigen.:138
Obwohl Zeitmaße eine serielle Komposition ist, betrifft dies vor allem Rhythmus, Polyphonie (als Kontrolle der Dichte) und Artikulation. Eine serielle Tonhöhenfolge ist weniger wichtig für den Hörer. Entscheidend ist eine homogene strenge harmonische Textur, nach den Prinzipien Anton Weberns.:177 In anderen Worten, wesentlich ist die Geste, die das Ergebnis von Klangverlauf (pitch contour), Intensität und Klangdichte ist.:20 Sowohl melodisch und harmonisch, und vor allem in langsamen Abschnitten, bevorzugt Stockhausen Folgen von Halbtönen und Terzen.:144
Die Aufstellung der Spieler auf der Bühne ist in der ersten Version der Partitur vorgeschrieben:[i] und ist unkonventionell, von links nach rechts Oboe, Flöte, Englischhorn, Klarinette und Fagott. Dadurch sollen die schärferen Timbres der drei Doppelrohrblattinstrumente gleichmäßig verteilt werden, damit sie sich mit der reineren Flöte und der weicheren Klarinette mischen. Die Stimmen sind in der Partitur entsprechend angeordnet.:64
Die erste Version von Zeitmaße (vor der Einfügung von Kadenzen) bestand aus drei Abschnitten: einem Quartett für Flöte, Englischhorn, Klarinette und Fagott, einem Trio für Flöte, Oboe und Klarinette und einem Quintett für alle Spieler. Das Verhältnis 4:3:5 repräsentiert einen seriellen Ansatz, der das Stück in verschiedener Weise durchzieht.:29
Der erste Abschnitt (Takt 1–29) entspricht dem ursprünglichen Lied.:142 Die Tondauern haben hier fünf Werte, in Würfelform angeordnet:
| 3 | 5 | 4 | 1 | 2 |
| 5 | 2 | 1 | 3 | 4 |
| 4 | 1 | 5 | 2 | 3 |
| 1 | 3 | 2 | 4 | 5 |
| 2 | 4 | 3 | 5 | 1 |

Die erste Serie benutzt Viertel als Zähleinheit, die zweite Serie Achtel usw.:30 Die Tonhöhen beginnen mit einer Zwölftonreihe: Cis D A C Gis E Dis Fis F H Ais G, aus der weitere Reihen abgeleitet werden, indem die letzte Note einer Reihe zur ersten einer neuen Reihe wird und die Intervalle der ersten Reihe als Ausgangspunkte für weitere Reihen dienen.:141–142 Durch dieses Bildungsgesetz  enthält jede Reihe im Grunde nur 11 Töne. Nach der zwölften Reihe beginnen die Tonhöhen wieder wie am Anfang, doch wird in jeder Reihe das 2. Element weggelassen, wodurch eine Folge von 10-Ton-Reihen entsteht. Der Abschnitt endet nach der sechsten dieser verkürzten Reihen.:33–34 Die Dynamik wird, wie die Dauern, in einem Feld mit fünf Zuständen angegeben: f, mf, p, pp, ppp.:30
Der zweite Abschnitt ist erheblich länger, Takt 30 bis 271. Er beruht auf einer Reihe von sieben Klangmustern, die permutiert wird:
- A: Gruppen
- B: horizontal-polyphon
- C: ausgehaltene Noten und Punkte
- D: Punkte
- E: Schnelle Akkorde oder Klänge, polyphon, mit langen Generalpausen
- F: Akkorde
- G: Akkorde und einige unabhängige Noten, legato

Die sieben Muster kommen vier Mal permutiert vor::51
| A | B | C | D | E | F | G |
| C | E | B | A | G | F | D |
| G | B | E | D | F | C | A |
| E | A | D | C | F | B | G |

Der dritte Abschnitt enthält die komplexesten Rhythmen., mit Dauer-Mustern (duration sets) von zwölf, neun, sieben, sechs und fünf Zuständen.:62:117–120 Ein Sketch für Gruppen zeigt, dass die zwölf Tempo-definierten Unterteilungen der originalen Version aus einer Umkehrung derjenigen in Gruppen gewonnen wurde,:40:352 eine Tatsache, die zuvor von York Höller durch Vergleich der Partituren erkannt wurde. Die Zählwerte werden abgewechselt zwischen Vierteln, Achteln und Sechzehnteln.::86–87
| Cis | F  | C   | Dis | G  | D  | Gis | Ais | A  | Fis | H   | E  |
| 112 | 70 | 108 | 63  | 80 | 60 | 84  | 96  | 90 | 74  | 102 | 66 |
|     |    |     |     |    |    |     |     |    |     |     |    |

## Einspielungen
Einspielungen von Zeitmaße sind in chronologischer Reihenfolge aufgeführt:
- Statistische Form: Von Webern zu Debussy: Vortrag 1954 and Zeitmaße (1955/56): Lesung. Zweite Lesung mit Klangbeispielen und einer vollständigen Aufführung von Zeitmaße. Meyer-Quintett (Hans-Jürgen Möhring, Wilhelm Meyer, Richard Hartung, Paul Blöcher, Karl Weiß), Leitung: Stockhausen. Aufgenommen am 31. Januar 1957, Stockhausen Text-CD 4. (mono). 12′50″. Kürten: Stockhausen-Verlag, 2007.
- Domaine Musicale (Jacques Castagner, Claude Maisinneuve, Paul Taillefer, Guy Deplus, André Rabot). Leitung: Pierre Boulez, Beratung: Karlheinz Stockhausen. Aufgenommen im Juni 1957. 14′15″. Mit: Luciano Berio: Serenata I für Flöte und 14 Instrumente (1957). Severino Gazzelloni; Sonatina für Flöte und Klavier (1946), Gazzelloni, David Tudor; Olivier Messiaen, Cantéyodjayâ (1948), Yvonne Loriod. Vega LP C 30 A 139. 1957.
- New Directions in Music 1. [The Los Angeles Woodwinds:] Arthur Gleghorn, Donald Muggeridge, Donald Leake, William Ulyate, Donald Christlieb. Leitung: Robert Craft. Stereo-Aufnahme am 21. Februar, 7. und 8. April 1958, doch ursprünglich nur mono. 12′47″, Columbia Masterworks LP ML 5275. Mit: Boulez, Le Marteau sans maître. Marjorie MacKay, alto; Gleghorn, Milton Thomas (Bratsche), William Kraft (Vibraphone), Dorothy Remsen (Xylorimba), Walter Goodwin (Schlagzeug), Theodore Norman (Gitarre). Columbia Masterworks LP ML 5275. [New York]: Columbia Records, 1958. In Europa 1960, Philips A 01488 L.
- Zeitgenössische Musik für Bläser. Mitglieder des Danzi Quintetts (Frans Vester, Koen van Slogteren, Piet Honingh, Brian Pollard) mit Heinz Holliger (Englischhorn). Philips LP 6500 261. (13′15″). Mit: Riccardo Malipiero: Musica da camera, Wolfgang Fortner: Fünf Bagatellen, Hans Werner Henze: Bläserquintett, Günther Becker: Serpentinata. [Netherlands]: Philips 1971.[20]
- Mit: Stockhausen: Kreuzspiel (1951), Kontra-Punkte (1952–53) und Adieu (1966), London Sinfonietta (Sebastian Bell, Janet Caxton, Robin Miller, Antony Pay, William Waterhouse), geleitet von Stockhausen, 14′23″. DGG LP 2530 443, 1974.
- Karlheinz Stockhausen: Kontra-Punkte, Refrain, Zeitmaße, Schlagtrio, ensemble recherche (Martin Fahlenbock, Jaime González, Florian Hasel, Shizuyo Oka, Mario Kopf). Mainz: Wergo, CD WER 6717 2,. 2009.
- Karlheinz Stockhausen: Zeitmaße; Arnold Schönberg: Quintett op. 26. Phoenix Ensemble (Kelli Kathman,  Carl Oswald,  Keve Wilson, Mark Lieb, Gina Cuffari) Albany, New York: Albany Records  2012.

## Filme
- Stockhausen, Karlheinz. 1972. Musical Forming (Lecture I) Lecture am 13. Februar 1972 am Institute of Contemporary Arts, London. Schwarz-weiß-Film von Robert Slotover. London: Allied Artists (138 mins.). Als DVD: Kürten: Stockhausen-Verlag (undatiert).
- Stockhausen, Karlheinz. 1992. Zeitmaße. Generalprobe, Einführung und Konzert mit dem Ensemble Modern geleitet vom Komponisten, Alte Oper Frankfurt, 21. August 1992. Farbfilm von Suzanne Stephens (73 minutes). Kürten: Stockhausen-Verlag.